# ميخائيل ويليامسون (صحفي)
ميخائيل ويليامسون (بالإنجليزية: Michael Williamson)‏ هو صحفي ومصور أمريكي، ولد في 8 يونيو 1957 في واشنطن العاصمة في الولايات المتحدة.

## وصلات خارجية
- ميخائيل ويليامسون على موقع ديسكوغز (الإنجليزية)